# Ивана Стефановић
Ивана Стефановић (Београд, 14. септембар 1948) српски је композитор, есејиста и писац.

## Биографија
Потиче из породице интелектуалаца. Отац јој је био естетичар и писац Павле Стефановић (1901- 1985), а деда лекар Светислав Стефановић. Студирала је виолину код А. Павловића и дипломирала композицију код Е. Јосифа на Факултету музичке уметности. Као стипендиста француске владе усавршавала се на Институту за истраживање и координацију акустике и музике (IRCAM) у Паризу од 1979-1981.
Свој рад у Радио-Београду је започела 1968. године у својству аутора музичких емисија а касније и као музички сарадник Драмског програма. Од 1970. сарађивала је са Телевизијом Београд, најпре у Редакцији за културу, а потом и у Музичкој редакцији, где је била ангажована као аутор и водитељ.
Од 1975. је стално запослена на Драмском програму Радио-Београда где је током година музички опремила неколико стотина радио-драма, а од 1985. била је и прва уредница Радионице звука Драмског програма. Између 1989. и 1991. била је ангажована као музички уредник Првог програма Радио-Београда. Неко време је водила курс о Примењеној музици на Факултету музичке уметности у Београду (1992—95) као и у Центру за женске студије (1993-94 и 2000-2001).
У дугим периодима је живела ван земље. Најпре у Дамаску (Сирија, 1995-1999), Анкари (Турска, 2001-2005), а од 2009. је у Букурешту (Румунија).
Између 2001. и 2006. била је уметнички директор фестивала Београдске музичке свечаности (БЕМУС). Године 2007. била је председница Удружења композитора Србије, а 2007-2008. деловала је као државни секретар Министарства културе и информисања Републике Србије. Од 2010. била је изабрана у Програмски одбор РТС-a, а од 2011. је и чланица Националног савета за културу Републике Србије.
Њена дела извођена су у скоро свим земљама Европе, у Аустралији, Јапану и на Блиском истоку, а међу фестивалима на чијим су програмима биле њене композиције су и Gaudeamus (Холандија), Музички биенале Загреб, Хелсиншки биенале, БИТЕФ, Међународна трибина композитора, Београд, Wings of Sound (Финска), Roma-Evropa, Мадрид, светска престоница културе, Prix Italia, Music Harvest (Одензе), International Music Week и Meridian SIMC days (Букурешт) итд.
Ивана Стефановић пише дела за класичне извођачке саставе и инструменте, а такође се, од 1968. године, бави и радиофонијом, односно ars acоustic-om. Најзапаженија дела из те области су Lingua-Phonia-Patria, Lacrimosa, Метропола тишине – Стари Рас, и на том пољу је освојила неколико престижних међународних и домаћих награда.
Ивана Стефановић је писала музику за преко 40 позоришних комада у позориштима широм бивше Југославије (Орестија, Магбет, Ромео и Јулија, Лагум, Судбина и коментари, Кањош Мацедоновић, Дуго путовање у ноћ).
Објавила је књигу прозе Пут за Дамаск (Геопоетика, 2001) и књигу есеја Музика од ма чега (Архипелаг, 2009), а о музици и култури пише у бројним новинама и часописима (Политика, Ludus, Сцена, Време, Данас, Нови Звук, Књижевне новине Трећи програм Радио-Београда).

## Стил
Стил Иване Стефановић формирало је неколико елемената: богата интелектуална ерудиција и вишеструка даровитост (есејистика, књижевни рад); интересовање за квалитет звука по себи, за звук као једину изворну грађу музике; осетљивост на баланс између звучања и тишине; слободно инспирисање и кретање по историјским стилским узорима, од ренесансе и неокласицизма (Hommage a Villon, Душанов законик, Play Strindberg), преко српске православне појачке традиције (И ниоткуду помошти), до полемике са авангардом што је и њена основна стваралачка вокација. Ивана Стефановић је искусни постмодерни стваралац (дела за традиционалне инструменте и у традиционалним жанровима), али и постмодерни експериментатор који радо користи све расположиве изворе звука (а не само музике) како би уметничку комуникацију подигао и на филозофско-социолошки ниво (радиофонска дела, мешани жанрови). Мада се вешто служи разноврсним гестовима свих музичких стилова 20. века, а по потреби користи и ненаметљиве елементе фолклора и црквене музике, Ивана Стефановић је изворно композитор линије, цртежа и полифоније, без обзира одакле потицали њени стилски узори или модели. Такве линеарне фактуре садрже њена дела за соло-инструменте (За Ирену, А у даљини врт пун цвећа), мање (Знакови поред пута, Музика за јуни, Обични разговори) или веће камерне саставе са (Успаванке, Над водом) или без вокалних деоница (Mimicry, Четири ноћна записа, Дрво живота). Полифони склопови нису, међутим, конципирани у традиционалним барокним контекстима, већ као слободно протицање неколико временски синхронизованих трака (од којих свака има своје значајне моменте тишине и прозрачно „дисање“), као слободна полифонија или хетерофонија. Посебан квалитет музике Иване Стефановић је општа економичност израза, сведеност на битно (цртеж), но и екстензивно поступање са музичким временом. Такође, ауторка често користи вредне поетске текстове свих епоха (од египатске Књиге мртвих, преко записа индијанских текстова, хеленске поезије, до Ф. Вијона, Х. К. Андерсена и домаћих савремених песника), али и фонетско-прозодијски звук речи и говора по себи (Lingua/Phonia/Patria). 
Сличан однос према грађи и композиционо-техничким поступцима Ивана Стефановић има и у својим радиофонским остварењима која су такође линеарна, колажно-слојевита, екстензивна, и јасно реферишу на одабрани ванмузички садржај. У овом жанру композиторка најотвореније излаже и своје ставове о савременим и општим социјалним, политичким и филозофским темама (Lingua/Phonia/Patria, Метропола тишине—Стари Рас, Lacrimosa, Песник у стакленој кутији), па се ова звучна остварења приближавају њеним есејистичким и књижевним радовима.
Стилске фазе у стваралаштву Иване Стефановић само су овлаш наглашене и пре се могу сматрати логичним етапама сталног сазревања, све финијег профилисања и израстања у самосвојан постмодерни говор. Рана дела показују како склоност ка истраживању и експерименту (Посланица птица), тако и окушавање полифоних техника у савременој музици (Кабана, Хармоније). Средњи период карактеришу жустро истраживање разних европских традиција и постмодерни унутармузички дијалози (Hommage a Villon, Инкантација, Успаванке, И ниоткуду помошти), као и експерименти са језиком и техникама авангарде (Фрагмент могућег реда, Paysage, Исидора). Овом периоду припадају и најзначајнија радиофонска остварења композиторке. Почетак зрелог периода припада крају последње деценије 20. и почетку 21. века када се Ивана Стефановић враћа класичним извођачким саставима и жанровима (Дрво живота, Обични разговори, Антиохијске песме, Ако ко чује глас мој), па на основу њиховог прочишћеног језика и јасно организоване фактуре поново покреће своју радозналост за музику „од ма чега“: звукова традиционалних инструмената и конкретних шумова, електронику, импровизацију, звучни амбијент (Необичне сцене са Хомеровог гроба у Смирни – нови прилози за Ханса Кристијана Андерсена, Она, Песник у стакленој кутији, Дубоки до – прича о звону, Истина, није истина... Крлежини снови).

## Најважније награде
- Награда Удружења композитора Србије за дело Hommage a Villon, 1972.
- Награда Jean-Antoine Triomphe, Монте Карло за радиофонско дело Посланица птица, 1974.
- Награда ЈРТ-а за гудачки квартет Хармоније, Охрид, 1977.
- Награда на фестивалу  за дело Lingua-Phonia-Patria, 1991.
- Награда на фестивалу  за дело Метропола тишине – Стари Рас, 1992.
- Награда Фонда за културу Скупштине града Београда за балет Исидора, 1992.
- Награда SLABBESZ, Аустрија и награда FEDOR, за дело Lacrimosa, 1993.
- Прва награда на Међународној трибини композитора за концерт Четири ноћна записа, Нови Сад, 1993.
- Стеријина награда за музику за комад Турнеја Г. Марковића, Нови Сад, 1997.
- Награда Милош Црњански за прозу, за дело Пут за Дамаск, 2002.
- Награда Стеван Мокрањац за дело Необичне сцене на Хомеровом гробу у Смирни, Удружење композитора Србије, 2008.
- Плакета Витомир Богић, за животно дело и изузетан допринос радиофонији, додељује РТС.

## Важнија дела
- Гудачки квартет бр. 1, Оп. 1, 1969.
- Посланица птица, радиофонско дело, Оп.2, 1974.
- Кабана, кантата за сопран, алт, дечји и мешовити хор и симфонијски оркестар (текстови северноамеричких Индијанаца), Оп. 6, 1974.
- За Ирену, флаута соло, Оп. 7, 1976.
- Хармоније, гудачки квартет бр. 2, Оп. 8, 1976.
- Душанов законик, за старе инструменте Оп. 9а, 1977.
- Дугме луталица, дечја опера (текст Предрага Чудића), Оп. 10. 1977.
- , за старе инструменте и два гласа (текст Ф. Вијон), Оп. 11, 1978.
- Инкантација за сопран и камерни оркестар (текст Египатска књига мртвих) Оп. 12, 1978.
- Куда са птицом на длану за удараљке и магнетофонску траку, Оп. 13, 1979.
- Фрагмент могућег реда за шест клавијатурних инструмената Оп. 14, 1979.
- за чембало и траку, Оп. 16, 1980.
- за хор флаута, Оп. 17, 1981.
- Тумачење сна за флауту, магнетофонску траку, женски говорни глас и сценско кретање Оп. 18, 1984.
- Новембар, новембар... Quasi una fantasia, за виолончело соло, Оп. 20, 1986.
- Успаванке за мецосопран (без текста), чембало и гудачки оркестар, Оп. 21, 1988.
- И ниоткуду помошти за старе инструменте и гудачки оркестар, Оп. 22, 1989.
- , радиофонско дело, Оп. 24, 1989.
- Псалам за мешовити хор и сопран соло, (текст из православне литургије) Оп. 25, 1990.
- Исидора, балет, tape-music, либрето и кореографија Јелена Шантић, Оп. 26, 1992.
- Метропола тишине—Стари Рас, радиофонска поема Оп. 27, 1993.
- Четири ноћна записа, концерт за виолу и гудачки оркестар Оп. 28, 1992.
- , гудачки кварет бр. 3, Оп. 29, 1993.
- Знакови поред пута за флауту и клавир/харфу/чембало Оп. 30, 1993.
- , радиофонска драма Оп. 31, 1993.
- Богородица тројеручица Хиландарска, радиофонска драма (текстови Љ. Симовић, М. Павић, М. Бећковић, М. Вукомановић) Оп.33, 1994.
- А у даљини врт пун цвећа за виолину соло, Оп. 34, 1994
- Тибул против рата, за мешовити хор и тимпане,(текст Албије Тибул), Оп. 35, 1995
- Музика за јуни, за флауту и клавир/харфу Оп. 36, 1996.
- Дрво живота за гудачки оркестар, Оп. 38, 1997.
- Антиохијске песме за мешовити хор без текста Оп. 39, 1997.
- Први источни сан, пејзаж за траку, Оп. 40, 1998.
- Обични разговори за обоу и виолину, Оп. 41, 2003.
- Над водом за сопран, флауту и клавир (трест хеленски песници) Оп. 43, 2003.
- Необичне сцене са Хомеровог гроба у Смирни – нови прилози за Ханса Кристијана Андерсена, концерт за инструментални ансамбл и наратора (текст Х. К. Андерсен), Оп. 44, 2005.
- Она, за женски говорни глас и инструментали ансамбл и траку, (текст Љубомир Симовић) Оп. 45, 2008.
- Песник у стакленој кутији, бајка за мецосопран и камерни ансамбл, Оп. 47, 2010.
- Песник у стакленој кутији, радиофонска игра, без опуса, 2010.
- Дубоки до – прича о звону, за електронику и мултиинструменталисту или више извођача, без опуса, 2011.
- Истина, није истина... Крлежини снови, радиофонско дело, без опуса, 2012.
- Песник на броду за два клавира, без опуса, 2012.

## Дискографија
- Посланица птица, сингл-плоча, МЕЛОДИЈА, С 9206403, СТЕРЕО, 1976.
- Фрагмент могућег реда, ПГП РТБ, ЛП 230294,
- Дугме луталица, ПГП РТБ, МК 5150604, ЛП 2150255
- Unutrašnji pejsaž, autorski CD, (Тумачење сна, Куда са птицом на длану, Метропола тишине – Стари Рас) SOKOJ CD 205,1996.
- Obični razgovori, Nad vodom,
- Muzika za mart, CD Svetske premijere, PGP RTS, CD 430359, CD 2,
- Дрво живота, Министарство науке и образовања Републике Казахстан, NAURIZ-21, 2006.
- Četiri noćna zapisa, Drvo života, Ivo Josipović i Ivana Stefanović, Skladateljski dijalog/Composers' Dialogue, Cantus, d.o.o 2007.